# Поршдорф
Поршдорф (њем. Porschdorf) општина је у њемачкој савезној држави Саксонија. Једно је од 41 општинског средишта округа Зексише Швајц-Остерцгебирге. Према процјени из 2010. у општини је живјело 1.266 становника. Посједује регионалну шифру (AGS) 14628280.

## Географски и демографски подаци
Поршдорф се налази у савезној држави Саксонија у округу Зексише Швајц-Остерцгебирге. Општина се налази на надморској висини од 225 метара. Површина општине износи 11,0 km². У самом мјесту је, према процјени из 2010. године, живјело 1.266 становника. Просјечна густина становништва износи 116 становника/km².

## Међународна сарадња
| Мјесто | Држава | Врста сарадње | Од    |
| ------ | ------ | ------------- | ----- |
|        | Чешка  | партнерство   | 2000. |
| Извор  |        |               |       |